# Piros Orr Bohócdoktorok Alapítvány
A Piros Orr Bohócdoktorok  alapítvány küldetése, hogy bohócdoktoraival humort és nevetést vigyen az arra rászorulók életébe.

## Történetük
A magyarországi Piros Orr Alapítványt 1996-ban alapította az osztrák Rote Nasen szervezet. A bohócdoktorok kezdetben csak Budapesten „viziteltek”, majd látogatásaikat kiterjesztették a vidéki gyermekkórházakra is. 2006 óta több idősotthont is látogatnak.
2011-re már hat budapesti, egy-egy pécsi, győri, miskolci és nyíregyházi gyermekkórházat látogatnak rendszeresen. Zenélnek, énekelnek, báboznak, zsonglőrködnek, bűvészkednek.
A Piros Orr bohócdoktorai fő foglalkozásukat tekintve színészek és előadóművészek, akik speciális képzések után vehetik fel a bohócdoktori köpenyt. A munkájuk megkezdése után is havi rendszerességgel művészeti és pszichológiai továbbképzéseken vesznek részt. A bohócdoktorok a képzések alkalmával megtanulják, hogyan alakítsanak ki jó kapcsolatot a gyerekekkel és az idősekkel, így a lehető leghatékonyabban tudják beadni a gyógyító szérumot: a nevetést.
Mivel a bohócdoktorok munkája nagy felelősséggel jár, a vizitek előtt minden alkalommal rövid ismertetést kapnak az osztályon fekvő gyerekek, illetve az idősotthon lakóinak állapotáról, hogy felkészülhessenek a speciális esetekre.
A képzett bohócok 2011 őszéig több mint 180 ezer gyereknek és idős embernek vitték el a gyógyító nevetést, és a bohócdoktori rendelések száma szerte az országban tovább bővül.

## A nevetés mint gyógyszer
A Piros Orr Bohócdoktorok a nevettetés specialistái. Bohóckodnak, gyógyítanak, bohóckodva gyógyítanak.
A bohócdoktorok annak ismeretében dolgoznak, hogy a nevetés valódi tréninget jelent a testnek: nevetés közben a mellkas izmai erőteljesen összehúzódnak, a hasüregben felgyorsul a vérkeringés, fokozódik a szívműködés, ezáltal javul a belső szervek oxigénellátása. Az agyban pedig olyan vegyületek szabadulnak fel, amelyek csökkentik a fájdalomérzetet, és az egész testet kellemes bizsergés hatja át.
Az alapítvány célja, hogy hatékony, vény nélkül, ingyen kiváltható gyógyszerüket, a nevetést minél több kórházban fekvő gyerekhez és otthonban élő idős emberhez juttassák el, enyhítve fájdalmukat, szorongásukat és szomorúságukat.

## Gyerekek
A bohócdoktorok igyekeznek a kórházban fekvő gyerekekben a betegség okozta félelmet és rossz érzést feloldani, a kórház idegen, rideg légkörét barátságosabbá tenni, a szülők és barátok távollétét feledtetni.
Bohócdoktorok által látogatott gyermekkórházak
Budapesten
- Budapesti I. sz. Gyermekklinika
- Madarász utcai Gyermekkórház
- Budai Gyermekkórház
- Bethesda Kórház
- Nemzetközi Pető Intézet
- Gottsegen György Országos Kardiológiai Intézet

Megyeszékhelyeken
- Nyíregyházi Jósa András Oktató Kórház
- Győri Petz Aladár Megyei Kórház
- Borsod-Abaúj-Zemplén Megyei Gyermekegészségügyi Központ
- Pécsi Gyermekklinika

## Idősek
A bohócdoktorok úttörő munkát végeznek Magyarországon azzal, hogy rendszeresen felkeresik az idősotthonokat, és a rokonok és barátok híján esetleg kedvetlenné és szorongókká vált idős embereket felvidítják játékukkal, beszélgetnek velük, viccmeséléssel, kártyatrükkökkel és énekléssel biztosítanak jó társaságot nekik.
A bohócdoktorok által látogatott idősek otthona Budapesten:  
- Fővárosi Önkormányzat Dózsa György úti Idősek Otthona
- Fővárosi Önkormányzat Benczúr utcai Idősek Otthona

## Testvérszervezetek
A  Piros Orr Bohócdoktorok Alapítvány 2004-ben csatlakozott a Red Noses Clowndoctors International (RNI) szervezethez, így nemzetközi képzések és közös rendezvények keretében osztják meg tapasztalataikat és tudásukat a többi hét tagállam, Ausztria (Rote Nasen), Csehország, Horvátország,  Németország (Clowns im Krankenhaus), Szlovákia, Szlovénia és Új-Zéland alapítványaival, kölcsönösen segítve egymást szakmailag. 2006 óta az RNI bohócdoktor csereprogramja is erősíti a nemzetközi kapcsolatrendszert, így képezve tovább a nevetés specialistáit.
Az osztrák Rote Nasen szervezet 1994-ben jött létre, és később nagy szerepet játszott a magyar alapítvány megszervezésében is. Ausztriában elsőként kezdek el foglalkozni a bohócdoktorok idősekkel, és 2003 óta rehabilitációs osztályokat is látogatnak. 
A cseh és szlovén testvérszervezet 2003-ban alakult. Csehországban az Egészségügyi Minisztérium segítségével az összes fontosabb városban jelen vannak a bohócdoktorok. Szlovéniában a ljubljanai egyetemen indították útjára a programot, majd több nagy városba is eljutott.
A csehországi sikerek után Szlovákiában 2005-ben alakult meg a szervezet. A bohócdoktorok Szlovákia egyik legnagyobb egyetemén kezdték meg a "viziteket".
A 2010 évben két ország is csatlakozott: Horvátországban 10 bohóc 20 alkalommal, Új-Zélandon 13 bohóc 174 alkalommal fordult meg a kórházi gyermekosztályokon.
Az első kórházi „Bohócterápia részleget” (Clown Care Unit) Michael Christensen hozta létre 1986-ban, New Yorkban. Christensen színházi tanulmányai végeztével Paul Binderrel közösen megalapította az azóta világhírűvé vált Big Apple Circust. Itt lépett először porondra bohóckaraktere, Mr. Stubs (Borosta), aki 1986-ban immár Dr. Stubs-ként először látogatta meg fehér köpenyben és piros orrban a beteg gyerekeket. Az ötlet akkor jutott eszébe, amikor beteg testvérét látogatta a kórházban. Azóta világszerte értelmet nyert a szó: bohócdoktor.
Christensen ma is New Yorkban dolgozik. A Piros Orr Alapítvány az ő tematikáját követi.